# شکردخت جعفری
شکردخت جعفری مخترع و فیزیکدان پزشکی از مردمان هزاره است که برنده جایزه مرکز فناوری ساری می‌باشد. او یک روش کارآمد و کم‌هزینه برای اندازه‌گیری دوز پزشکی اشعه‌های رادیو اکتیو ابداع کرد.

## زندگی‌نامه
جعفری در سال ۱۹۷۷ در ولایت دایکندی، ولسوالی سنگ تخت، افغانستان متولد شد. جعفری و خانواده‌اش هنگام شروع جنگ شوروی در افغانستان مجبور به‌ترک زادگاه‌شان شدند و در شش‌سالگی خود بود که همراه با خانواده به ایران مهاجر شد. وقتی ۱۴ ساله‌شد، پدرش به او گفت که باید با پسر عموی خود ازدواج کند. با این حال، او توانست پدر و مادر و پسر عموی خود را راضی‌کند تا این ازدواج زودهنگام را لغو کنند. این بدین معنا بود که او می‌تواند به تحصیلات خود ادامه دهد. بالاخره جعفری موفق شد لیسانس خود را در رشته فناوری‌های پرتوی دانشگاه علوم پزشکی تبریز در سال ۲۰۰۰ به پایان رساند. جعفری پس از بازگشت به افغانستان در سال ۲۰۰۳، در دانشگاه طب کابل مشغول به‌تدریس شد و همزمان تحصیلات کارشناسی ارشد خود در رشته فیزیک پرتوی در آنجا به پایان می‌برد. در سال ۲۰۱۰ وی برای تحصیل در مقطع کارشناسی ارشد در فیزیک پزشکی به دانشگاه ساری دعوت شد. در سال ۲۰۱۴ او در شبکه تلویزیونی فارسی من و تو، ظاهر شد و در مورد حرفه و تحصیلات خود بحث کرد. او جایزه آینده بنیاد شلومبرگر را در دومین سال تحصیلات‌ش برنده‌شد. در سال ۲۰۱۵ وی اولین زن افغان شد که دکترای فیزیک پزشکی را بدست آورد.

## زندگی شخصی
جعفری در سال ۱۹۹۸ با همسرش ابراهیم آشنا شد و حالا سه فرزند دارند. او چند روز پس از اطلاع از ابتلا به سرطان، متوجه شد که فرزند سوم خود را باردار است. جراح مشاور وی در بیمارستان ملکه الکساندرا در پورتسموث به او گفت که امکان نگهداری کودک وجود دارد. جعفری در حین بارداری توانست شیمی درمانی کند و گفت «ما می‌خواهیم کودکمان، سینا پیام امیدی برای خانواده‌های دیگر باشد».

## شغل و تحقیق
جعفری رشته‌ای از دانه‌های کوچک سیلیس کالیبره شده ایجادکرد که می‌تواند برای اندازه‌گیری تابش داخل بدن بیمار استفاده شود. وی نشان‌داد که میزان تشعشع دریافتی هر مهره را می‌توان با استفاده از یک دستگاه گرماتابی ساده اندازه‌گیری کرد. هزینه دانه‌های شیشه به‌طور قابل توجهی کمتر از تشعشع‌سنجهای معاصر است و با این کاشف خود تکنیک‌های مدرن رادیوتراپی را به چالش کشاند. خانم جعفری آزمایشات اثبات این نظریه خود را در بیمارستان ملکه الکساندرا واقع پورتسموث انجام داد. او به دلیل عدم درمان سرطان در افغانستان، جایی که پدرش در جوانی خود بر اثر سرطان درگذشت، از ایجاد مهره‌ها الهام گرفت. در سال ۲۰۱۶ جعفری به یکی از ۱۵ زن کارآفرین تبدیل شد که ۵۰٬۰۰۰ پوند جایزه اینویت یوکه را از آن خود کرد. او بنیانگذار و مدیرعامل شرکت TRUEinvivo تروانویو می‌باشد. حق ثبت اختراع این فناوری وی در سال ۲۰۱۹ به او اعطا شد. جعفری بخشی از برنامه سیریوز (Sirius) انگلستان برای کارآفرینان فارغ‌التحصیل است.
در سال ۲۰۱۸ جعفری در برنامه اسپای چشم زنان حضور داشت.

## جوایز
- گرانت تورنتون، جایزه تعالی کارآفرینی. ۲۰۱۵
- برنامه سیریوس: جایزه برجسته دستاورد ۲۰۱۵
- گرانت تورنتون، جایزه برای بهترین بازی تغییر شرکت. ۲۰۱۵
- زنان در نوآوری بایگانی‌شده  در ۲۵ فوریه ۲۰۲۰ توسط Wayback Machine. ۲۰۱۶[۱۹]
- کسب و کار ساری: نوآوری کسب و کار سال. ۲۰۱۸
- جوایز نوآوری گیلدفورد: نوآوری در بهداشت و درمان. ۲۰۰۸[۲۰]
- شکردخت جعفری در سال ۲۰۲۵ در فهرست «دانشمندان برجسته جهان» قرار گرفت.[۲۱]

## اختراعات
- ثبت اختراع 10488530B2 ایالات متحده، شکردخت جعفری، «تشعشع‌سنج مهره سیلیسیم همراه با فیبر»، صادر شده در تاریخ ۲۶ نوامبر ۲۰۱۹، اختصاص داده شده به TRUEinvivo Ltd
- ثبت برنامه 2017033029A1، شکردخت جعفری، «تشعشع‌سنج مهره تابشی همراه با فیبر»، صادر شده در تاریخ ۲ مارس ۲۰۱۷، اختصاص داده شده به TRUEinvivo Ltd
- ثبت اختراع 3341754B1 انگلستان، شکردخت جعفری، «تشعشع‌سنج مهره تابشی همراه با فیبر»، صادر شده در تاریخ ۶ ژانویه ۲۰۲۱، اختصاص داده شده به TRUEinvivo Ltd

## مقالات
- جعفری ش.م. بردلی د.ا. گولدستون کلارک. ا. شارپ پ.ح.گ. علوی ا. جوردون ت.ژ. کلارک س.ح. نیسبت ا. اسپایرو ن.م. ۲۰۱۴. دانه‌های شیشه‌ای تجاری ارزان قیمت به‌عنوان تشعشع‌سنج در رادیوتراپی. فیزیک و شیمی تشعشع، ۹۷، ۹۵–۱۰۱.
- جعفری ش.م. جوردون ت.ژ. حسین م. بردلی د.ا. کلارک س.ح. نیسبت ا. اسپایرو ن.م. ۲۰۱۴. پاسخ انرژی TLD مهره‌های شیشه‌ای تحت تابش پرتوهای پرتودرمانی. فیزیک و شیمی تشعشع، ۱۰۴، ۲۰۸–۲۱۱.
- امانی. علوی، ش.م. جعفری، م. ا نجم، دبلیو الصالح، س.ح. کلارک، ا. نیسبت، ف. ابولبان، ر.پ. هاگتینبورگ، م. حسین خالد، س. الزمامی د. الف. بردلی، ن. اسپایرو، ۲۰۱۴. بررسی‌های اولیه از دو نوع تشعشع‌سنج مبتنی بر سیلییم برای رادیوتراپی در میدان کوچک. فیزیک و شیمی تشعشع، ۱۰۴، ۱۳۹–۱۴۴.
- امانی. علوی، ش.م. جعفری، م. ا نجم، دبلیو الصالح، س.ح. کلارک، ا. نیسبت، ف. ابولبان، ر.پ. هاگتینبورگ، م. حسین خالد، س. الزمامی د.ا. بردلی، ن. اسپایرو، ۲۰۱۴. دانه‌های شیشه‌ای و الیاف نوری دوپ شده Ge به عنوان تشعشع‌سنج‌های ترمولومینسانس برای تشعشع‌سنجی فوتون میدان کوچک. فیزیک در پزشکی و زیست‌شناسی، ۵۹: ۶۸۷۵–۶۸۸۹.
- بردلی د.ا. عبدل ثانی س.ف. علوی الف. امانی، جعفری ش.م. نور نورامالیزا م. هایرول آژر ا. ر، مهدی‌راجی گ. الف. تامچیک ن. نیسبت ا. ۲۰۱۴. توسعه الیاف سیلیسیم سفارشی برای تشعشع‌سنجی TL. فیزیک و شیمی تشعشع، ۱۰۴، ۳–۹.
- رود دبلیو. ح، جعفری ش. م، کرون ت. آژر ه‍. ا، چوم س. هو ی. م، مالدون گ. ف، چینگ ک. ی، کوپوسامی ت. پاویرو س. ا، لوبیز ل. ی، سویجوکو د. س، هاریانتو ف. اندو م. هان ی، سوح ت. س، ن. ج کوه، لوفسان-ایش ا. مائنگ س. ع، چائوراشیا پ. پ، جفری م. ا، فرخ ش. پیرالتا ا. توح ه. ج، شایئوا ا. ک، کریس آناشیندا ا. سوریاپی س. وینیج سور س. انگوین ت. ک، ۲۰۱۵. تاریخچه مختصر فیزیک پزشکی در آسیا و اقیانوسیه. علوم فیزیکی و مهندسی استرالیایی در پزشکی، DOI: 10.1007 / s13246-015-0342-9. 38 (۳)، ۳۸۱–۳۹۸.
- جعفری ش.م. جوردون ت.ژ. حسین م. بردلی د.ا. کلارک س.ح. نیسبت ا. اسپایرو ن.م. ۲۰۱۴. امکان استفاده از تشعش‌سنج‌های حرارتی-لومینسانت مهره شیشه‌ای برای تأیید طرح درمان رادیوتراپی، [https: //dx.doi. org / 10.1259 / bjr.20140804]
- جعفری ش.م. بیتس ن.م. ژوپ ت. عبدل ثانی س.ف. نیسبت ا. بردلی د.ا. ۲۰۱۶. دانه‌های شیشه‌ای تجاری به عنوان TLD در رادیوتراپی تولید شده توسط تولیدکنندگان مختلف. فیزیک و شیمی تشعشع، doi: 10.1016 / j.radphyschem.2015.12.025، ۱۳۷، ۱۸۱–۱۸۶.
- بردلی د.ا. جعفری ش.م. سیتی شفیقه ا.س. تامچیک ن.س. شتی، سیتی روزالیا ز. عبدل ثانی س.ف. سبتو س.ن. النازی. آموزاد مهدی‌راجی. گ. عبدالرشید ح.ا. ماه م.ژ. ۲۰۱۶. آخرین تحولات در طیف‌سنجی و تشعشع‌سنجی ترمولومینسانس مبتنی بر سیلیسیم. تابش کاربردی ایزوتوپ‌ها، DOI: 10.1016 / j.apradiso.2015.12.034، ۱۱۷، ۱۲۸–۱۳۷
- عبدل ثانی س.ف. هاموند ر. جعفری ش.م. وهاب ن. آموزاذ مهدی‌راجی. سیتی شفیقه ا. س، عبدالرشید ح. ا، ماه م. ژ، آلدوشاری ح. آلخوراییف م. الزمامی م. بردلی د. ا، ۲۰۱۶. اندازه‌گیری طیف وسیعی از تشعشع‌های اشعه ایکس با استفاده از الیاف سیلیسیم دوپینگ، ویژه فیزیک و شیمی تشعشع، ۱۳۷، ۴۹–۵۵
- بردلی د.ا. سیتی شفیقه ا.س. سیتی روزالیا ز. سبتو س.ن. عبدل ثانی س.ف. · النازی ا.ح. جعفری ش.م. · آموزاد مهدی‌راجی گ. محمد آدیکان ف.ر. ماه م.ژ. · نسیبت ا.ن. تامچیک ن. عبدالرشید ه.ا. · آلخوراییف م. الزمامی ک. ۲۰۱۶. تحولات در تولید تشعشع‌سنج‌های گرماتابی بر پایه سیلیسیم. فیزیک و شیمی تشعشع، ۱۳۷، ۳۷–۴۴
- گ دسترفانو، ژ لی، جعفری ش.م. ک گولدستون، ک بیکر، ح میلیز، ک. ح کلارک ۲۰۱۷، یک ممیزی ملی تشعشع‌سنجی برای رادیوتراپی استریوتاکتیک در رادیوتراپی و انکولوژی ریه ۱۲۲، ۴۰۶–۴۱۰
- جعفری ش.م. گ دسترفانو، ژ لی، جعفری ش.م. ک گولدستون، ک بیکر، ح میلیز، ت ژوپ، ا نیسبت، ۲۰۱۷. مطالعه امکان‌سنجی ردیاب‌های حرارتی لعاب سیلیکا (TLDs) در یک برنامه ممیزی تشعشع‌سنجی رادیوتراپی خارجی. فیزیک و شیمی تشعشع. ۱۴۱، ۲۵۱–۲۵۶
- پالمر ا. ل، جعفری ش.م. مون ژ. مسکت س. ۲۰۱۷، ارزیابی و اجرای بالینی تشعشع‌سنجی انویو in vivo برای رادیوتراپی kV با استفاده از فیلم رادیوکرومیک و ردیاب‌های حرارتی فلز مهره میکرو سیلیسیم، فیزیک و شیمی تشعشع، (۴۲) ۴۷–۵۴.
- س. ک نبنکیما، جعفری ش.م.س. ک پیت، د بنی، س. ر سایلواندر، س. ب کروی، ۲۰۱۷. مهره‌های شیشه‌ای پوشیدنی برای تشعشع‌سنجی in vivo برای درمان‌های کامل تابش الکترونی، فیزیک و شیمی تشعشع، ۱۴۰: ۳۱۴–۳۱۸
- ش. م جعفری، ی.م. ابوبکر، م. پ تاگرات، ا. آلسوبایی، ا. النازی، ا. علوی، ا. لوهستروح، ا. شتی، ا. د بردلی، توصیف یک منبع نوترونی ایزوتوپی: مقایسه ردیاب‌های نوترونی معمولی و ردیاب‌های حرارتی لامپ شیشه‌ای میکروسیلیسیم. فیزیک و شیمی تشعشع، ۱۴۰، ۲۰۱۷، ۴۹۷–۵۰۱
- پالمر ا. ل، جعفری ش.م. مون ژ. مسکت س. ۲۰۱۷. ممیزی تشعشع‌سنجی چند منظوره «پایان دادن به پایان» مدیریت حرکت (پاکت حرکتی تعریف شده 4DCT) در رادیولوژی، رادیوتراپی و انکولوژی ۱۲۵ (۳)، ۲۰۱۷، ۴۵۳–۴۵۸
- لی ک. جعفری ش.م. لوهستروح ا. شینتون-تایلورا ک. بردلی د. ا، پاسخ ترمولومینس مهره‌های سیلیسیم تحت تابش بتا، فیزیک و شیمی تشعشع، ۲۰۱۸، در مطبوعات.
- ا. علوی. دیمیریادیس ا. جعفری ش.م. لوهستروح ا. النازی ا.ا. آلسوبایی کلارک کح، نیسبت ا. بردلی د. ا، اندازه‌گیری ترمولومینسانس تشعشع لنز چشم در یک ممیزی رادیو جراحی استریوتاکتیک چند مرکزی، فیزیک و شیمی تشعشع، ۲۰۱۸، در دست چاپ.

## کنفرانس‌ها
- جعفری ش.م. امکان استفاده از TLDهای مهره شیشه‌ای برای ممیزی تشعشع‌سنجی پستی پرتوهای فوتون رادیوتراپی MV، آپوزیم ۲۰۱۵، کنگره جهانی فیزیک پزشکی و مهندسی پزشکی. ۷ تا ۱۲ ژوئن، تورنتو کانادا.
- جعفری ش.م. توصیف دانه‌های شیشه‌ای تجاری به‌عنوان TLD در رادیوتراپی. سیزدهمین سمپوزیوم بین‌المللی در مورد فیزیک تشعشع ژوئن ۲۰۱۵ پکن، چین
- جعفری ش.م. خصوصیات مهره‌های شیشه‌ای برای تشعشع‌سنجی رادیوتراپی. هفتمین کنفرانس کارشناسی ارشد انگلستان در مهندسی پزشکی و فیزیک پزشکی ۹ تا ۱۱ ژوئیه، گیلدفورد، دانشگاه ساری، انگلستان، ص. ۱۵، ۲۰۱۳ دانشگاه ساری شابک ‎۹۷۸−۱−۸۴۴۶۹−۰۲۸−۲
- جعفری ش. م دانه‌های شیشه‌ای تجاری ارزان قیمت به‌عنوان تشعشع‌سنج در رادیوتراپی. اولین کنفرانس بین‌المللی تشعشع‌سنجی و کاربردهای آن. تشعشع‌سنجی پزشکی و زیست‌شناسی، ۲۳ تا ۲۸ ژوئن ۲۰۱۳، پراگ، جمهوری چک

## چکیده‌های منتشرشده
- جعفری ش.م. خصوصیات تشعشع‌سنجی TLDهای مهره شیشه‌ای در پروتون‌درمانی. کنفرانس پرتودرمانی و سرطان‌شناسی اتحادیه اروپا ۳۳. ۴ الی ۸ آوریل ۲۰۱۴ وین اتریش، پرتودرمانگر. سرطان‌شناسی جلد ۱۱۱، ضمیمه ۱، آوریل ۲۰۱۴، ISSN 0167-8140، ص ۳۱۷
- ش. م جعفری، آیا روش زایمان بر اثر فشار حرکت تنفسی در پرتودرمانی بدن استریوتاکتیک آبلاتوس تأثیر دارد؟ کنفرانس رادیوتراپی و سرطان‌شناسی جامعه اروپا ۳۳. ۴–۸ آوریل ۲۰۱۴ وین اتریش، پرتودرمانگر. سرطان‌شناسی جلد ۱۱۱، ضمیمه ۱، آوریل ۲۰۱۴، ISSN 0167-8140، ص ۶۴۹ - ۸۷۶ - ۹۶.
- جعفری ش. م، حسابرسی تشعشع‌سنجی ریه کنسرسیوم SABR انگلیس؛ تشعشع‌سنجی نسبی نتایج فیلم گافکرامیک. کنفرانس پرتودرمانی و سرطان‌شناسی اتحادیه اروپا. ۲۴–۲۸ آوریل ۲۰۱۵ بارسلون اسپانیا، پرتودرمانگر. سرطان‌شناسی جلد ۱۱۵، ضمیمه ۱، آوریل ۲۰۱۵، صفحه ۹۵ ISSN 0167-8140